# روسیه در المپیک
کشور روسیه در بازی‌های المپیک توانسته ۳۹۷ مدال در بازی‌های المپیک تابستانی و ۹۱ مدال در بازی‌های المپیک زمستانی کسب کند.

## جدول مدال‌ها بر پایه بازی‌ها

### بازی‌های المپیک تابستانی
| بازی‌ها           | ورزشکار                              | طلا                                  | نقره                                 | برنز                                 | مجموع                                | رتبه                                 |
| ۱۹۰۰–۱۹۱۲        | as part of the امپراتوری روسیه (RU1) | as part of the امپراتوری روسیه (RU1) | as part of the امپراتوری روسیه (RU1) | as part of the امپراتوری روسیه (RU1) | as part of the امپراتوری روسیه (RU1) | as part of the امپراتوری روسیه (RU1) |
| ۱۹۲۰–۱۹۴۸        | did not participate                  | did not participate                  | did not participate                  | did not participate                  | did not participate                  | did not participate                  |
| ۱۹۵۲–۱۹۸۸        | as part of the اتحاد شوروی (URS)     | as part of the اتحاد شوروی (URS)     | as part of the اتحاد شوروی (URS)     | as part of the اتحاد شوروی (URS)     | as part of the اتحاد شوروی (URS)     | as part of the اتحاد شوروی (URS)     |
| ۱۹۹۲ بارسلونا    | as part of the تیم متحد (EUN)        | as part of the تیم متحد (EUN)        | as part of the تیم متحد (EUN)        | as part of the تیم متحد (EUN)        | as part of the تیم متحد (EUN)        | as part of the تیم متحد (EUN)        |
| ۱۹۹۶ آتلانتا     | ۳۹۰                                  | ۲۶                                   | ۲۱                                   | ۱۶                                   | ۶۳                                   | ۲                                    |
| ۲۰۰۰ سیدنی       | ۴۳۵                                  | ۳۲                                   | ۲۸                                   | ۲۹                                   | ۸۹                                   | ۲                                    |
| ۲۰۰۴ آتن         | ۴۴۶                                  | ۲۸                                   | ۲۶                                   | ۳۶                                   | ۹۰                                   | ۳                                    |
| ۲۰۰۸ پکن         | ۴۵۵                                  | ۲۳                                   | ۲۱                                   | ۲۹                                   | ۷۳                                   | ۳                                    |
| ۲۰۱۲ لندن        | ۴۳۶                                  | ۲۴                                   | ۲۶                                   | ۳۲                                   | ۸۲                                   | ۴                                    |
| ۲۰۱۶ ریودوژانیرو |                                      |                                      |                                      |                                      |                                      |                                      |
| ۲۰۲۰ توکیو       |                                      |                                      |                                      |                                      |                                      |                                      |
| مجموع            | مجموع                                | ۱۳۳                                  | ۱۲۲                                  | ۱۴۲                                  | ۳۹۷                                  | ۱۲                                   |

### بازی‌های المپیک زمستانی
| بازی ها          | ورزشکار                    | طلا                        | نقره                       | برنز                       | مجموع                      | رتبه                       |
| ۱۹۲۴–۱۹۵۲        | شرکت نداشت                 | شرکت نداشت                 | شرکت نداشت                 | شرکت نداشت                 | شرکت نداشت                 | شرکت نداشت                 |
| ۱۹۵۶–۱۹۸۸        | قسمتی از اتحاد شوروی (URS) | قسمتی از اتحاد شوروی (URS) | قسمتی از اتحاد شوروی (URS) | قسمتی از اتحاد شوروی (URS) | قسمتی از اتحاد شوروی (URS) | قسمتی از اتحاد شوروی (URS) |
| ۱۹۹۲ آلبرتویل    | قسمتی از تیم متحد (EUN)    | قسمتی از تیم متحد (EUN)    | قسمتی از تیم متحد (EUN)    | قسمتی از تیم متحد (EUN)    | قسمتی از تیم متحد (EUN)    | قسمتی از تیم متحد (EUN)    |
| ۱۹۹۴ لیل هامر    | ۱۱۳                        | ۱۱                         | ۸                          | ۴                          | ۲۳                         | ۱                          |
| ۱۹۹۸ ناگانو      | ۱۲۲                        | ۹                          | ۶                          | ۳                          | ۱۸                         | ۳                          |
| ۲۰۰۲ سالت‌لیک‌سیتی | ۱۵۱                        | ۵                          | ۴                          | ۴                          | ۱۳                         | ۵                          |
| ۲۰۰۶ تورین       | ۱۹۰                        | ۸                          | ۶                          | ۸                          | ۲۲                         | ۴                          |
| ۲۰۱۰ ونکوور      | ۱۷۷                        | ۳                          | ۵                          | ۷                          | ۱۵                         | ۱۱                         |
| ۲۰۱۴ سوشی        | ۲۳۹                        | ۱۳                         | ۱۱                         | ۹                          | ۳۳                         | ۱                          |
| ۲۰۱۸ پیونگ‌چانگ   | ۱۶۸                        | ۲                          | ۶                          | ۹                          | ۱۷                         | ۱۳                         |
| مجموع            | مجموع                      | ۳۶                         | ۲۹                         | ۲۶                         | ۹۱                         | ۱۲                         |